# Кураєв Андрій В'ячеславович
Андрій В'ячеславович Кураєв (рос. Андрей Вячеславович Кураев; нар.15 лютого 1963, Москва) — російський громадський і церковний діяч, письменник, місіонер. Протодиякон Вселенського патріархату(в минулому РПЦ МП), колишній професор Московської духовної семінарії. Колишній старший науковий співробітник кафедри філософії релігії та релігієзнавства філософського факультету МДУ (до 2014 р.). Колишній клірик храму Архангела Михайла в Тропарьові.
Був вивержений з сану протодиякона в російській церкві у зв'язку з критикою політики п. Кирила (Гундяєва) у 2023 році.
В 2024 р. був відновлений в сані Варфоломієм, патріархом Константинопольським у Вселенському патріархаті.

## Життєпис
Народився в Москві. У дитячому віці Андрій кілька років жив у Празі, де працювали його батьки. Сім'я Кураєва була невіруючою. Його батько, В'ячеслав Кураєв, був секретарем Петра Федосєєва, а мати працювала в секторі діалектичного матеріалізму Інституту філософії АН СРСР.
У старших класах школи Андрій Кураєв випускав газету «Атеїст» (рос. Атеист). У 1979 р. він вступив на філософський факультет МДУ, кафедра історії та теорії наукового атеїзму.
29 листопада 1982 р. хрестився в храмі Різдва Іоанна Предтечі на Пресні.
У 1984 р. закінчив філософський факультет на кафедрі історії й теорії наукового атеїзму філософського факультету МДУ імені Ломоносова, де його науковим керівником був К. Ніконов, а потім поступив (але не закінчив) до аспірантури сектора сучасної зарубіжної філософії Інституту філософії АН СРСР, де його науковим керівником була Т. Кузьміна.
У 1985 р. став секретарем в Московській духовній академії (МДА). Потім, здійснивши давнє бажання, вступив до Московської духовної семінарії. Але вчитися там довелося мало: до великої пожежі в 1986 р., після чого довелося працювати на будівництві. Потім ректор академії знову взяв Кураєва в свій штат.
У 1988 р. закінчив Московську духовну семінарію. Тоді ж виходять перші богословські публікації. Перша стаття опублікована в самвидавському журналі «Вибір» (який видавали Віктор Аксючиц і Гліб Анищенко) під псевдонімом Андрій Прігорин. У серпні 1988 р. виходить перша стаття під своїм ім'ям у виданні «Московські новини» (рос. Московские новости) і перша публікація в церковній пресі, а також в «Питання філософії» (рос. Вопросы философии).
У тому ж 1988 р. був запрошений на диспут в Коломенський педагогічний інститут, де професійні атеїсти були легко побиті «якимось семінаристом». За результатами диспуту Московський обком КПРС виніс спеціальну постанову «Про незадовільну постановці атеїстичного виховання в Коломенському педінституті» і пролобіював відправку Андрія на навчання в Румунську Православну Церкву.
У 1988—1990 роках навчався на факультеті православного богослов'я Бухарестського університету. 8 липня 1990 р. у день святих Петра і Февронії, в Патріаршому соборі Бухареста Патріархом Феоктистом був висвячений в сан диякона.
29 квітня 2020 Андрій Кураєв був заборонений в служінні патріархом Кирилом за образу пам'яті покійного настоятеля московського Єлоховського собору протоієрея Олександра з таким формулюванням: «Протодиякон Андрій Кураєв, понадштатний клірик храму Архістратига Михаїла — Патріаршого подвір'я в Тропареве м. Москви, в зв'язку з публічною образою пам'яті померлого від коронавирусной інфекції настоятеля Богоявленського кафедрального собору міста Москви протоієрея Олександра Агейкіна в день його кончини, незважаючи на глибоку скорботу його дружини, дітей і численних парафіян Богоявленського собору, що свідчить про глибокий духовно-моральний занепад о. Андрія Кураєва і втрату відчуття співстраждання і християнського ставлення до ближніх і характеризує це діяння не тільки як аморальне, а й як особливо цинічне, що викликало обурення архієреїв, кліриків і мирян Російської Православної Церкви, а також з огляду на попередні діяння, щодо яких надходили скарги на моє ім'я, забороняється в священнослужінні до прийняття рішення єпархіальним церковним судом м. Москви після розгляду згаданих діянь».
29 грудня 2020 року «за клевету на Церковь» позбавлений сану рішенням Єпархіального церковного суду Москви, яке вступило в силу після затвердження його Патріархом Московським і всієї Росії Кирилом 28.04.2023 року. Про що був виданий відповідний указ:
«Забороненому клірику Московської єпархії протодіакону Андрію В'ячеславовичу Кураєву. У зв'язку з тим, що за більш ніж два роки, що минули з рішення Єпархіального суду м. Москви про виверження Вас із священного сану та накладення мораторію на видання про те указу з метою надати Вам час для переосмислення Вами своєї позиції та повернення на шлях Церкви, Ви не виявили ні на словах, ні у справах ознак покаяння і, в тому числі, не припинили свою деструктивну діяльність — цим припиняється дія згаданого мораторію і, відповідно до рішень Єпархіального суду м. Москви № 50-54-2020 від 29.12.2020 р. та № 53-57-2021 від 04.03.2021 р., Ви вивергаєтеся із священного сану».

## Погляди на Україну та автокефалію ПЦУ, та їх мімікрія
Кураєв у 1999 році заявив журалові «SOS!» (Дніпропетровськ) наступну річ:
«Отсюда совершенно понятно, почему киевские власти заняли позицию „Незалежній державі — незалежну Церкву!“. Но, простите — „незалежна“ от кого? На самом деле, авторам этого лозунга нужна карманная Церковь, которой киевским политикам легче было бы управлять».
У 2004 році Кураєв брав участь у турі, присвяченому агітації за перемогу Януковича на президентських виборах.
Пізніше Кураєв коментував це так:
«Кореспондент: В 2004 году Вас обвиняли в том, что во время президентской предвыборной кампании Вы ездили по Украине с лекциями, во время которых агитировали кандидата от Партии регионов Виктора Януковича. Какое у Вас сейчас отношение к этому несостоявшемуся православному президенту? испытываете разочарование?
- Конечно. Хотя, надо сказать, что этот наш тур — на деньги депутатов из Партии регионов: Горбаля и Омельяненко. Но это их личные средства, а не деньги партии».
У травні 2006 року, відвідавши Київ на запрошення настоятеля Іонинського монастиря Іони (Черепанова), для сайту «Правая. Ру» Кураєв виголосив наступну антиукраїнську та сепартистьку заяву:
«Не существует украинского народа. События последних двух лет достаточно хорошо это показывают. Нет еще единой гражданской нации. У пятидесятимиллионного населения еще нет единого самопонимания. То, что сегодня называется Украиной, это лоскутное одеяло, которое никогда ранее не существовало в нынешнем виде. Достаточно вспомнить, что те территории, которые с Богданом Хмельницким пошли „под руку московского Царя“ составляют только четверть территории нынешней Украины. На самом деле есть пять разных Украин. Это Галичина. Это собственно центральная Украина (сердцевая, корневая) с весьма своеобразным Киевом. Это Слободская Украина. Это Новороссия. Это Крым. Есть закарпатские русины, которые за свою более чем тысячелетнюю историю никогда не были связаны с Киевом — даже больше пяти получается».
В розмові з кореснондентом «Газети по-донецьки» 2008 року Кураєв заявив:
«Знаете, это мечта России — чтобы Украина была в НАТО. Во-первых, подумайте, сколько сразу наших шпионов заполонит натовские штабы?! Во-вторых, в НАТО есть принцип вето, принцип консенсуса. То есть лучший способ кастрировать НАТО — это сделать братскую Украину членом НАТО…. Но при условии, если элита Украины будет действительно отражать чаяния своего народа, а не спонсоров демократического процесса. Так что при честной политической игре было бы хорошо, если бы Украина была в НАТО. Для России это было бы хорошо. А для Украины это все равно было плохо. Ведь необходимость перехода на новые стандарты вооружений приведет к развалу национального военно-промышленного комплекса».
У 2009 році Кураєв виступив з антиукраїнськими, мілітаристськими та шовіністичними заявами. На своєму персональному сайті опублікував наступний пасаж:
«Моя фраза о Севастополе была перефразой старого анекдота: „России не нужен Крым. Нам нужен мир… И желательно весь“. И по сути: России нужна именно Украина, а не ее кусочек. Нужны братские и союзные отношения с тем, что мы продолжаем считать частью нашей Родины. Поэтому бороться надо не за Севастополь, а за Киев.
Второе. Я возмущался тем, что севастопольцам не разрешают избрать мэра своего города (он назначается из Киева). Этот запрет был понятен в советские времена. Севастополь -военный город, а в армии выборы неуместны. Но сегодня это не так. Украинский флот ничтожен. Наличие двух гнилых корабликов не есть повод для запрета ста тысячам человек управлять своей городской жизнью. А российский флот с точки зрения Киева и укр. конституции есть флот иностранный. И потому странно, что наличие иностранного флота ограничивает внутренние гражданские права жителей».
7 травня 2010 року Кураєв критично відгукнувся про богословську думку України, та про церкви в Україні. За його словами:
«Что-то не заладилось в церковном возрождении Украины уже давно. Почему Украина, которая в прошлые столетия была интеллектуальным лидером Русского мира (вспомните времена Киево-Могилянской академии), в последние 20 лет стала аутсайдером? Уже 20 лет я не могу из Украины вывезти книги в Россию. Поток литературы идет только из России в Украину. И кто же в этом виноват? Таможни? Президенты? Светская власть тут ни при чем. Это значит, что лидеры церкви создали такой интеллектуальный, а точнее, антиинтеллектуальный климат в церкви, что не появляются ни своя богословская мысль, ни свои действительно интересные книги»
В лютому 2008 року аналогічні претензії диякон озвучив на круглому столі «День Крещения Руси: первый праздник Отечества». Згідно із тодішніми заявами Кураєва, вся Україна — «безблагодатна пустеля», оскільки жодна із церков Київської традиції — УПЦ МП, УАПЦ, УПЦ КП та УГКЦ не видає богословську книгу. Він заявляв, що згодний прочитати українською видану в будь-якій конфесії українську богословську книгу, але такої в Україні не знаходить. А значить — Україна не може існувати як самостійна реальність в церковно-канонічному та духовно-цивілізаційному вимірі.
Диякон Андрій Кураєв уже в 2018 році перемінив свої погляди на українську автокефалію, та негативно відреагував на інтерв'ю патріарха Філарета та його бачення автокефалії: «Я дуже сподіваюся, що ці посли з Константинополя захопили з собою комплект „ЕГЗ“рос. электрогубозакатывателя…З нього так і пре переконання в тому, що він безальтернативний, що тільки він і повинен стати новим українським патріархом. Я вважаю це вкрай малоймовірним, так само як і ті темпи, і ту схему, яку виклав Філарет».
Незважаючи на персональну неприязнь щодо патріарха Філарета, Кураєв здебільшого «обережно схвально» ставиться до процесу автокефалії, зазначивши, що Патріарх Варфоломій I довів, що давнє православ'я не стало заручником власного бюрократизму та все ще може піти на ризик щоб примирити «далеких» із Христом, і у цьому «є щось євангельське». Він зазначив, що «злі дурні» у Синодальній богословській комісії можуть перетворити РПЦ на секту (через агресивну реакцію на рішення Константинополя та заклики до розриву зі Вселенським Патріархатом).

## Опозиція до «голубого лобі» в РПЦ
У жовтні 2013 року після чергового засідання Священного Синоду отець Андрій написав у своєму блозі про наявність в Російській Православній Церкві «голубих» архієреїв.
Потім в грудні 2013 — початку 2014 року Андрій Кураєв активно висловлювався про наявність впливового «блакитного лобі» в Російській Православній Церкві. В одному з січневих телеінтерв'ю Кураєв заявив:

Питання в тому, що десь в 60-х роках один з найбільш прямих кар'єрних шляхів був пов'язаний, на жаль, з ось такою поступливістю по відношенню до деяких,-вельми і вельми, — влада мають єпископам. І, в результаті, склалося таке ось лобі. Це не означає, що всі єпископи такі, ні. Їх меншість. Можливо, 50 людей з 360 наших єпископів. Але біда в тому, що інші — залякані, інші — мовчать. Лобі — це не ті, хто щось робить, це ті, хто мовчать і протегують.

Цікаво, що спочатку, кількома роками раніше Кураєв виступав за стримане ставлення до геїв у церковних структурах РПЦ, про що свідчить його заява про можливість служіння у священному сані «непрактикуючих геїв».
У цей же період, з нападками на Кураєва виступила лояльна до Московської Патріархії громадська організація — «Міжвузівська асоціація московських істориків і філологів» (МАМІФ), зокрема, керівники останньої — Мєльков Андрій Сергійович та Нікольський Євген Володимирович.
Зокрема, філолог Євген Нікольський, як секретар МАМІФ, підписав разом з Олегом Сидельниковим 20 серпня 2011 року гомофобну заяву, в якій Кураєва було звинувачено у «пропедерастичній пропаганді». Зокрема, автори зазначали:
«Вынуждены заявить, что мы тоже никак не можем отличить „непрактикующий гомосексуализм от гомосексуализма подлинного“ и, более того, не желаем отличать. На наш взгляд, это „те же яйца, вид сбоку“. Такое чувство, что Кураева массово поддерживают завсегдатаи педерастических сайтов. Именно этот пакостный и очевидно антицерковный подход, состоящий в надуманном разграничении педерастии какой-то там („в крапинку“) и педерастии другой („в цветочек“), и вызвал несколько лет назад бурные негативные эмоции православной общественности в ответ на пропедерастические заявления Кураева. Кураев начал страстно заверять всех, что его неправильно поняли. Но его адепты-то как раз все поняли верно и, в лице комментаторов, продолжают транслировать кураевскую теорию „двух видов педерастии“ (нехорошего и вполне даже хорошего, терпимого)».

Далі Андрій Кураєв повідомив про проведену в грудні 2013 року перевірку інспекції Навчального комітету Російської Православної церкви щодо Казанської духовної семінарії, пов'язаної зі скаргами студентів семінарії на сексуальні домагання і згвалтування з боку керівництва семінарії.. За підсумками роботи цієї непублічної комісії факти знайшли підтвердження, а проректор семінарії, прес-секретар Татарстанської митрополії ігумен Кирило (Ілюхін) звільнився за власним бажанням. Але він пізніше був виявлений в сані і на аналогічній посаді в Тверській єпархії, правлячий архієрей якої Віктор (Олійник) разом з Казанським правлячим архієреєм Анастасієм (Меткіним) пізніше також був викритий Андрієм Кураєвим як «гомоієрарх». 
 Казанський правлячий архієрей після комісії протоієрея Максима Козлова вилаяв семінаристів і назвав їх скаргу «зрадою єпархії». За припущеннями Андрія Кураєва, «блакитне лобі» з радянських часів, сформоване за допомогою КДБ, за підтримки останніх, а потім самостійно зуміло просунути з найнижчих церковних ступенів в єпископат 40 % (близько 40 осіб)"гомоієрархів ", при цьому з інших багато їх покривають.
Після публікації у відкритих ЗМІ слів Андрія Кураєва про блакитне лобі він був звільнений з Московської духовної академії (МДА) за «епатажні висловлювання». При цьому, на думку Андрія Кураєва, процедура звільнення була порушена, і його прихильникам в МДА не дали проголосувати або хоча б висловитися при прийнятті рішення про його звільнення.
Пізніше деякі ЗМІ, з посиланням на Андрія Кураєва, поширили інформацію, що єпископ Гомельський і Жлобинський Стефан (Нещерет) є гомосексуалом і спокушав вихованців духовних навчальних закладів і священиків молодше себе по чину.

## Громадянські переконання

### Ставлення до анексії Криму Росією
|  | Виправдання територіальних змін і військових дій (навіть найбільш «увічливі» дії армії є все ж військовими діями) мотивом «багато століть тому це було нашою святинею» загрожує зробити непередбачуваним політичний діалог у всьому світі. У дуже багатьох народів пам'ятні для них історичні місця знаходяться поза межами їхніх нинішніх державних кордонів... Історія - це не газопровід. Спроба провести історичну лінію від Херсонеса до Москви, ретельно обходячи Київ, надто вже фантастична.Оригінальний текст (рос.) Оправдание территориальных перемен и военных действий (даже самые «вежливые» действия армии есть все же военные действия) мотивом «много веков назад это было нашей святыней» грозит сделать непредсказуемым политический диалог во всем мире. У очень многих народов памятные для них исторические места находятся за пределами их нынешних государственных границ… История – это не газопровод. Попытка провести историческую линию от Херсонеса до Москвы, тщательно обходя Киев, слишком уж фантастична . |

## Еміграція
У жовтні 2023 повідомив, що перебрався до Чехії

## Критика
Першим з критикою Кураєва виступив архимандрит Рафаїл (Карелін) у одній зі своїх перших книг: Архим. Рафаил (Карелин). Вызов новомодернизма. Об искажениях истины в богословских опытах диакона Андрея Кураева. М., 1999.
Також публіцист і пізніший священик Яків Кротов засудив книгу Кураєва «Как делают антисемитом» (Москва, 1998), назвавши її недружньою стосовно євреїв.
У 2010 році з відкритим листом до Кураєва з приводу його висловлювань звернувся московський протоієрей Михайло Ходанов.
У 2011 році Кураєва розкритикував публіцист Олексій Малишев.
У 2017 році письменник Лорин Маккевин (за одними даними, це — один з псевдонімів блогера «Живого журналу» Калаказо, тобто Валентина Соломахи з Петербурга) в повісті «Андрей Кураев на исповеди и духовной беседе у старца Наума» закидав і самому Андрію Кураєву нетрадиційну сексуальну орієнтацію, закидаючи йому співмешкання зі студентом консерваторії у Москві. (Лорин Патрик МакКевин (Lorin Patrick McKevin) Curadeus. Удивительная история Сэра Андрея Кураева / Л. П. МакКевин. — Worchester, MA, USA: Phoenix, 2017. — 236 с.).
Кураєву також приписується завуальоване виправдання «содомського гріха». Крім того, Лорин Маккевин опублікував досить скандальний та неоднозначний матеріал під загальною назвою «Материалы к житию св. Андрея Кураева».
З сатирою на адресу Кураєва виступав також і сам блогер «Калаказо» (заштатний ієромонах РПЦЗ Валентин (Соломаха), загиблий внаслідок наїзду електросамокату 29 вересня 2023 року в Санкт-Петербурзі), який опублікував уривок з нової книги Лорина Маккевина, під назвою: «Материалы к житию и официальной канонизации святого равноапостольного блаженного исповедника Его Божественнейшего Дьячества диакона Андрея Кураева Московского».